# Scobinancistrus aureatus
Scobinancistrus aureatus är en fiskart som beskrevs av Burgess, 1994. Scobinancistrus aureatus ingår i släktet Scobinancistrus och familjen Loricariidae. Inga underarter finns listade i Catalogue of Life.